# 国道416号

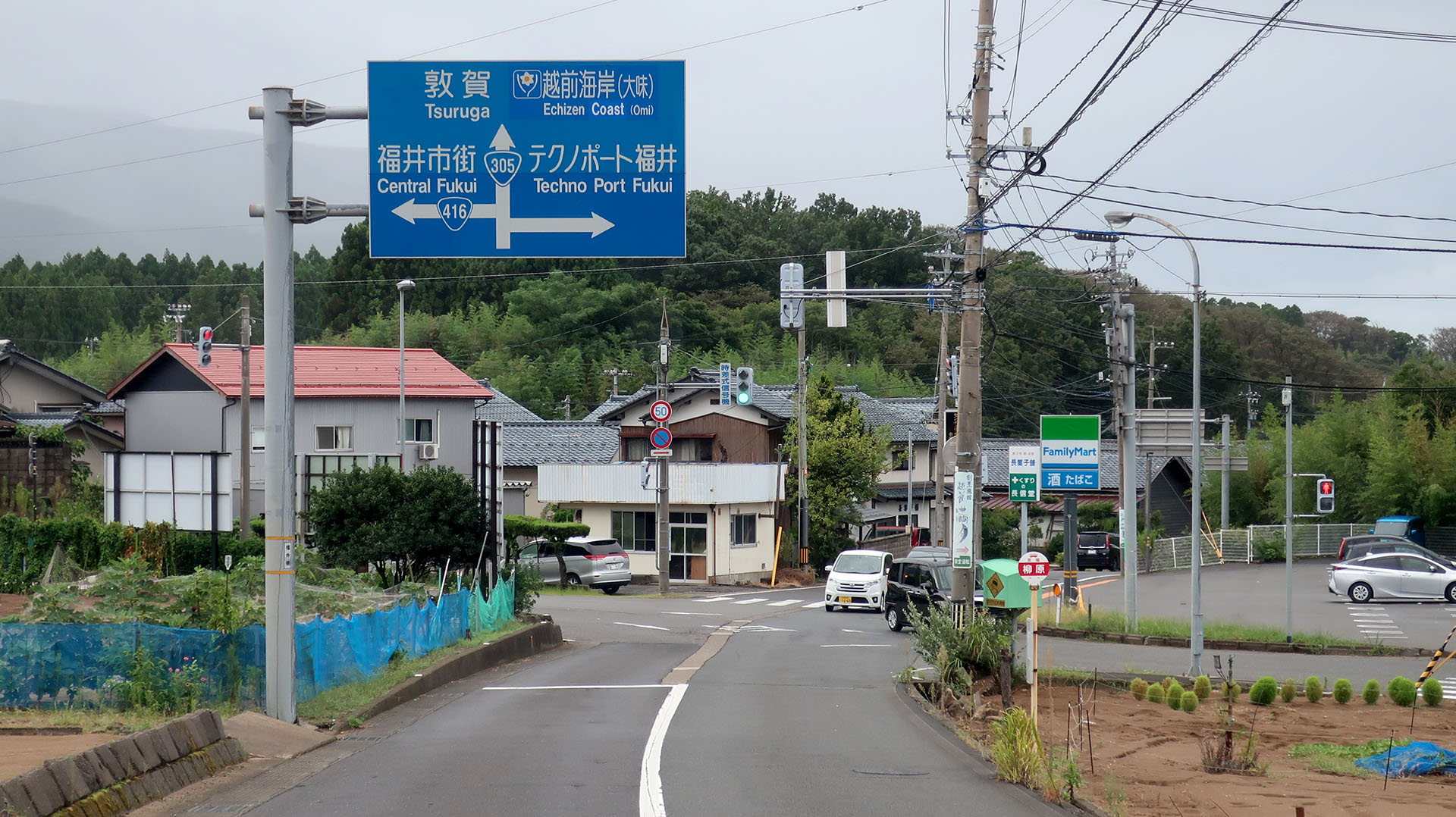
国道416号 起点
福井県福井市 柳原交差点

国道416号（こくどう416ごう）は、福井県福井市から石川県小松市に至る一般国道である。

## 概要

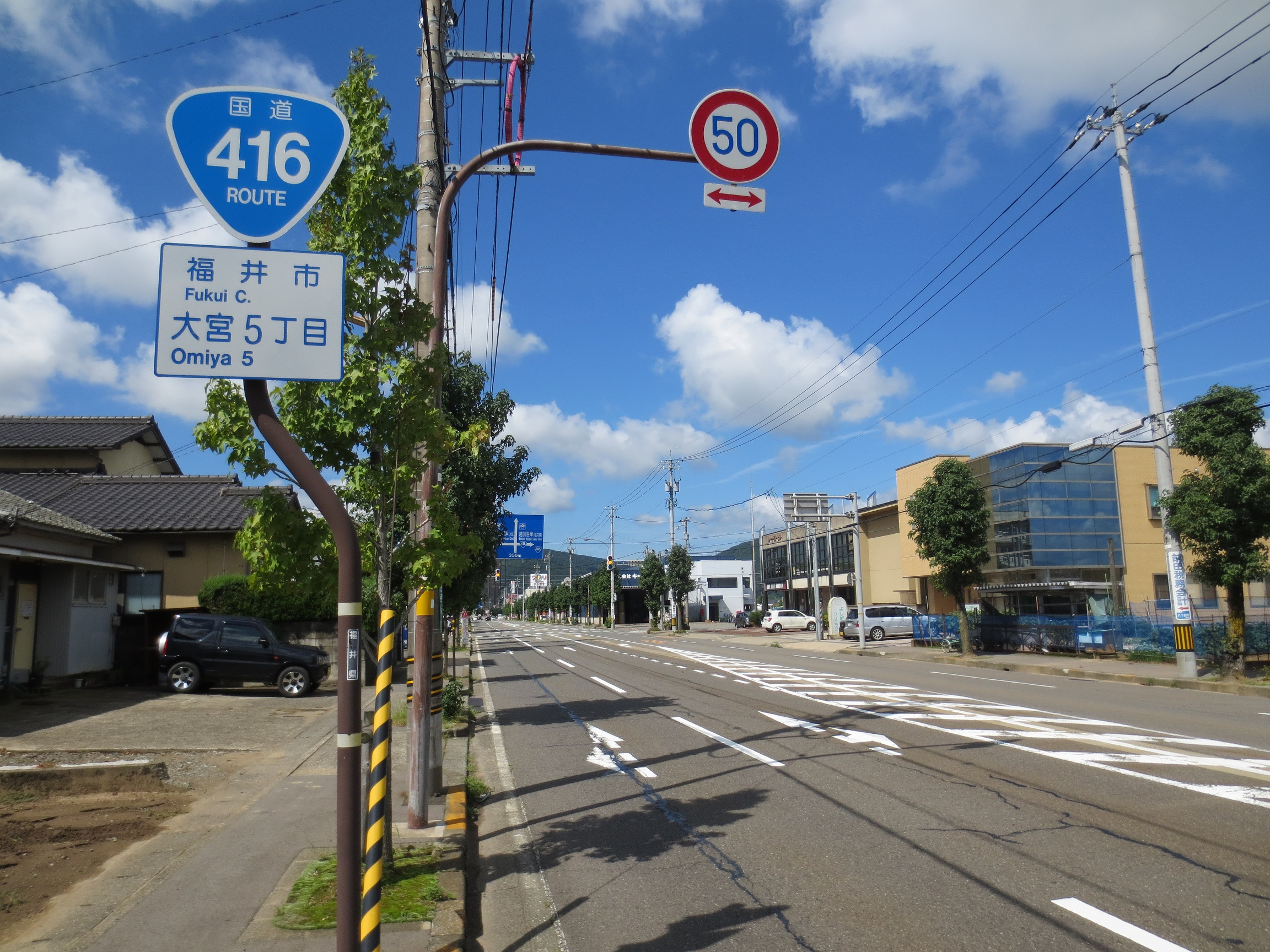
福井市大宮付近（2013年9月）

起点の福井県福井市から、同県福井地区を東へ横断し、吉田郡永平寺町や勝山市を経由する。その後は北へ進み、五百峠や牛ヶ首峠を経由し、終点である石川県小松市に至る路線である。

### 路線データ
一般国道の路線を指定する政令に基づく起終点および重要な経過地は次のとおり。
- 起点：福井市[2]（川尻町、柳原交差点 = 国道305号交点）
- 終点：小松市[3]（東山町、東山町交差点 = 国道8号交点）
- 重要な経過地：福井県吉田郡松岡町[注釈 2]、同郡永平寺町、勝山市（荒土町）
- 総延長 : 90.1 km（石川県 32.5 km、福井県 57.6 km）重用延長を含む。[4][注釈 3]
- 重用延長 : 1.9 km（石川県 - km、福井県 1.9 km）[4][注釈 3]
- 未供用延長 : なし[4][注釈 3]
- 実延長 : 88.2 km（石川県 32.5 km、福井県 55.7 km）[4][注釈 3]
  - 現道 : 85.1 km（石川県 32.5 km、福井県 52.6 km）[4][注釈 3]
  - 旧道 : なし[4][注釈 3]
  - 新道 : 3.1 km（石川県 - km、福井県 3.1 km）[4][注釈 3]
- 指定区間：中部縦貫自動車道（国道158号永平寺大野道路）と重複する区間（福井県吉田郡永平寺町）[5]

## 歴史
以前は主要地方道小松勝山線および福井勝山線として県道に指定されていた。

### 年表
- 1968年（昭和43年） - 一般県道丸山小松線の全通運動が始まる。
- 1971年（昭和46年）6月26日 - 一般県道丸山小松線を主要地方道へ昇格し小松勝山線へ改称、翌1972年（昭和47年）から石川県道27号・福井県道3号となる。
- 1973年（昭和48年） - 国道昇格運動が始まる。
- 1981年（昭和56年）4月20日 - 建設大臣（当時）の諮問機関である道路審議会（現在の社会資本整備審議会の前身）において、国道昇格を決定[6][7]。
- 1982年（昭和57年）4月1日 - 一般国道416号として施行[8]。
- 1983年（昭和58年）2月1日 - 主要地方道福井勝山線（福井県道6号）を廃止。
- 1993年（平成5年）4月1日 - 主要地方道福井棗（なつめ）線（福井県道7号）を編入し福井市柳原町へ延長。
- 2008年（平成20年）4月1日 - 終点を小松市の北浅井交差点（国道305号）から東山町交差点（国道8号小松バイパス）に変更[3]。従前の区間は石川県道22号金沢小松線に変更[3]。
- 2018年（平成30年）9月9日 - 車両交通不能区間であった、勝山市野向町横倉 - 小松市新保町間（6.3 km）が供用開始[注釈 4][10][11][12][13]。

## 路線状況

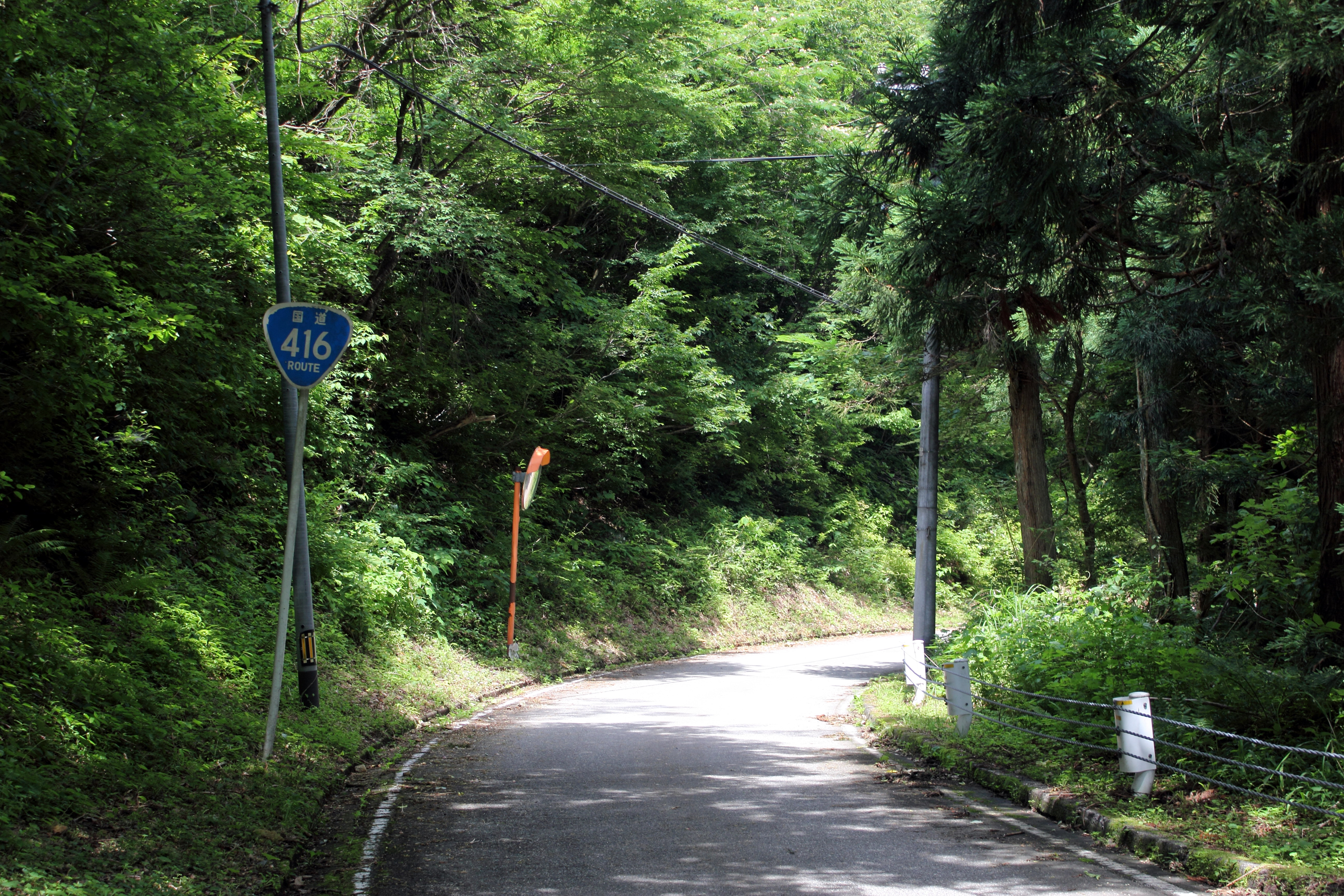
牛ヶ首峠付近（2015年7月）

福井県福井市川尻町からを起点として石川県小松市東山町に至る。
2018年に新規開通した福井県勝山市以北、福井・石川県境の大日峠越え6.3 km区間はセンターラインがない1.5車線の道路で、つづら折りで標高を稼ぐ線形であるが、見通しよくするため道路内側は空き地が確保されていて交通量も少なく走りやすい。安全施設として、大日峠から福井県側では谷側にガードレール、石川県側ではコンクリート製の駒止が設置されている。また随所にすれ違いのための待避所が設けられ、大日峠付近にも駐車場が設けられている。石川県側の牛ヶ首峠から小松市尾小屋町（旧尾小屋駅付近）までは在来からあるいわゆる「酷道」区間で、ガードレールの設置もなく、すれ違いが困難な1車線が続いている。一方、小松市尾小屋町以北の市街地に向かう区間は完全2車線に整備されている。

### 別名
- 藤島通り（福井市：福井市堀ノ宮町 - 同市上中町）
- 勝山街道（福井市、永平寺町、勝山市：福井市 - 勝山市）

### バイパス
- 白方 - 布施田バイパス（一部供用）：福井市白方町（国道305号交点） - 同市布施田町（福井県道10号丸岡川西線交点）

福井市波寄町（福井県道156号佐野山岸線交点） - 同市布施田町は2017年供用開始。
福井市白方町 - 同市波寄町は2025年度末の開通見通しとなっている。
- 島山梨子 - 里別所バイパス：福井市布施田町 - 同市里別所新町

うち、同市剣大谷町・剣大谷町交差点以南は現道化。
- 吉野堺バイパス：福井市重立町（重立北交差点） - 永平寺町松岡吉野・松岡IC
- 越坂トンネル関連区間：永平寺町松岡吉野・松岡IC - 同町京善・永平寺参道IC

国道416号新道の事業として整備・供用されたが、のちに国道158号新道＜永平寺大野道路＞として中部縦貫自動車道の一部に組み込まれ、重複区間となっている。

### 道路施設

#### トンネル
- 五百峠隧道[18]（石川県小松市）

#### 道の駅
- 福井県
  - 禅の里（吉田郡永平寺町清水）

### 冬期通行不能区間
- 福井県
  - 勝山市野向町横倉 - 石川県小松市尾小屋町

迂回路は国道157号、国道364号、国道8号など大幅に遠回り、かつそれらもそれぞれ規模は異なるが峠越えを伴うため、大雪警報発令時など急速な積雪の場合は一時的な通行止めが生じやすく、海岸至近を通る福井県道・石川県道5号福井加賀線や国道305号で県境を通過すると勝山市滝波町交差点から終点の小松市東山町交差点までで約70 kmの経路となる。

## 地理

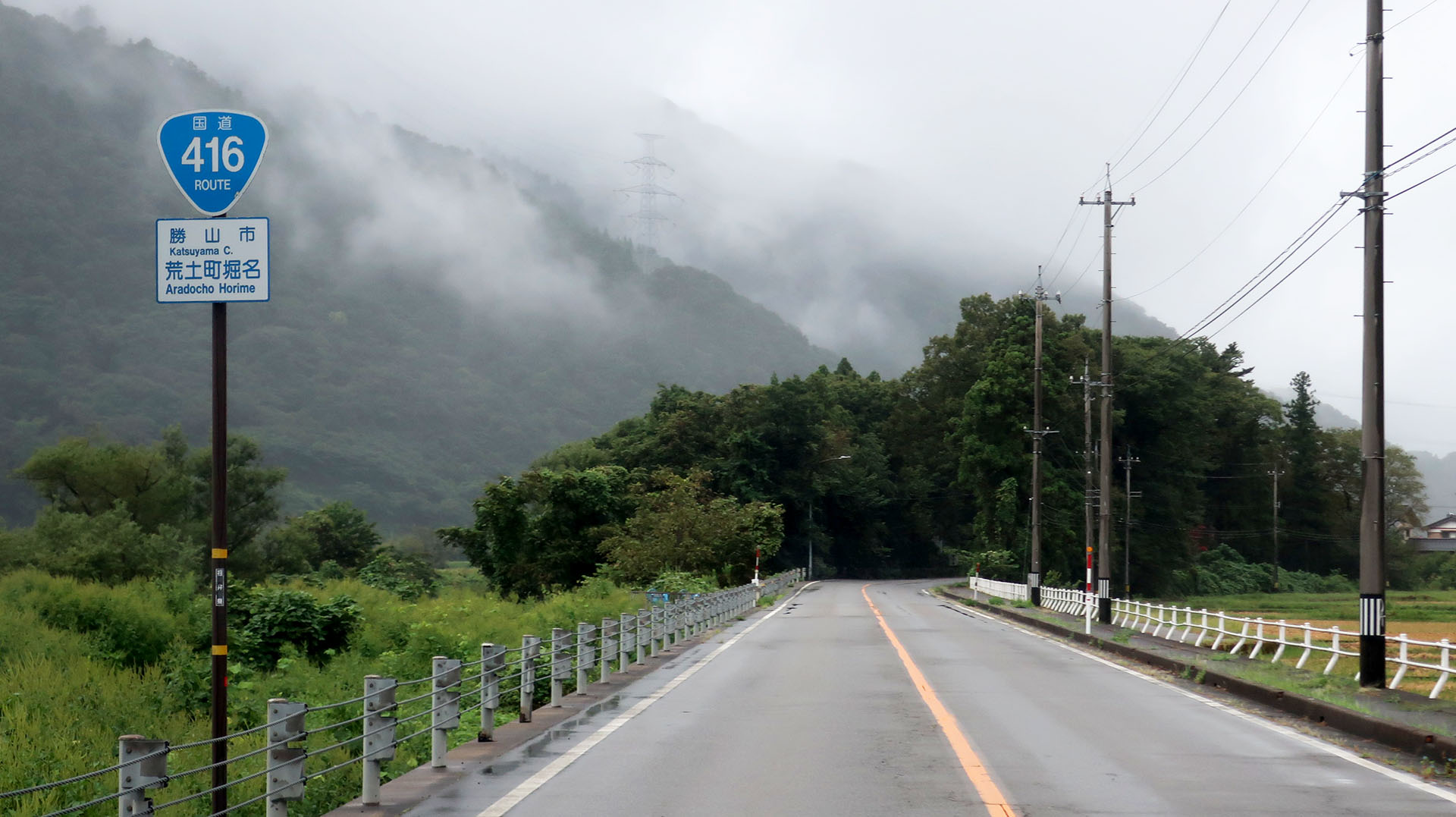
福井県勝山市荒土町
（2020年9月撮影）

### 通過する自治体
- 福井県
  - 福井市 - 吉田郡永平寺町 - 勝山市
- 石川県
  - 小松市

### 交差する道路

#### 現道
- 国道305号（国道365号重複）（福井市川尻町・柳原交差点、起点）
- 福井県道3号福井大森河野線（福井市佐野町・佐野交差点）
- 福井県道10号丸岡川西線（福井県道156号佐野山岸線重複）（同上）
- 福井県道155号八幡横越線（福井市浄土寺町・七瀬橋交差点）
- 本路線新道＜島山梨子 - 里別所バイパス＞（福井市剣大谷町・剣大谷町交差点）
- 福井県道103号福井三国線（福井市山室町・山室南交差点）
- 福井県道251号本郷福井線（福井市八ツ島町・堀ノ宮交差点）
- 福井県道・石川県道5号福井加賀線（福井市二の宮五丁目・大宮交差点）
- 福井県道30号福井丸岡線＜現道＞（福井市二の宮二丁目・幾久南交差点）
- 福井県道30号福井丸岡線＜新道＞（福井市二の宮二丁目・幾久南交差点 - ＜重複＞ - 同市開発五丁目・開発町西交差点）
- 福井県道268号福井森田丸岡線（福井県道30号福井丸岡線＜新道＞重複）（福井市開発五丁目・開発町西交差点）
- 国道8号（福井バイパス）（福井市新保北一丁目・新保交差点）
- 福井県道164号大畑松岡線（福井市藤島町・東藤島交差点）
- 本路線新道＜吉野堺バイパス＞（福井市重立町・重立北交差点）
- 福井県道111号舟橋松岡線（永平寺町松岡室・福井北I.C北交差点）
- 福井県道110号北野松岡線・福井県道113号稲津松岡線（永平寺町松岡春日一丁目・春日交差点）
- 国道364号＜現道＞（永平寺町東古市・東古市交差点）
- 国道364号＜旧道＞（永平寺町東古市・東古市交差点 -  ＜重複＞ -  同町花谷）
- 福井県道232号竹田東古市停車場線（永平寺町東古市・東古市交差点 -  ＜重複＞ -  同町東古市）
- E67 中部縦貫自動車道 上志比IC（永平寺町牧福島）
- 福井県道255号牧福島市荒川線（永平寺町牧福島・牧福島交差点）
- 福井県道255号牧福島市荒川線（永平寺町市荒川）
- 福井県道17号勝山丸岡線（勝山市北郷町坂東島・市荒川大橋北詰交差点 -  ＜重複＞ -  同市荒土町伊波・伊波交差点）
- 福井県道168号藤巻下荒井線＜小舟渡橋部＞（勝山市北郷町東野・下森川交差点）
- 福井県道260号勝山インター線（勝山市荒土町新保・新保交差点）
- 福井県道261号滝波長山線（勝山市滝波町五丁目・滝波町交差点）
- 石川県道43号丸山加賀線（小松市丸山町）
- 石川県道44号小松鳥越鶴来線（小松市丸山町）
- 石川県道160号尾小屋尾小屋停車場線（小松市尾小屋町）
- 石川県道109号阿手尾小屋線（小松市尾小屋町）
- 石川県道167号布橋出合線（小松市布橋町）
- 石川県道165号金平寺井線（小松市金平町・金野町交差点）
- 石川県道161号大杉長谷線（小松市長谷町・長谷町交差点）
- 石川県道22号金沢小松線（小松市東山町・東山町交差点）
- 国道8号（小松バイパス）（小松市東山町・東山IC、終点）[3]

#### 新道
白方 - 布施田バイパス
- 国道305号現道（福井市白方町、本バイパス側未供用）
- 福井県道156号佐野山岸線（福井市波寄町）
- 福井県道10号丸岡川西線・福井県道102号春江川西線（福井市布施田町・布施田交差点）

島山梨子 - 里別所バイパス
- 福井県道10号丸岡川西線・福井県道102号春江川西線（福井市布施田町・布施田交差点 - ＜重複＞ - 同市布施田町）
- 福井県道155号八幡横越線（福井市布施田町・川西橋西詰）
- 国道416号現道（福井市剣大谷町・剣大谷町交差点、同所以南の本バイパスが現道化したため新道としては終点）

吉野堺バイパス（本線）
- 国道416号現道（福井市重立町・重立北交差点）
- 本バイパスインターアクセス部 （永平寺町松岡吉野堺・福井北I.C.南交差点）
- 福井県道165号京善原目線（永平寺町松岡吉野堺）
- 福井県道113号稲津松岡線（永平寺町松岡吉野）
- E67 中部縦貫自動車道 松岡IC（永平寺町松岡吉野）

吉野堺バイパス（インターアクセス部）
バイパス本線の福井北I.C.南交差点部の道路幅扱いのため、新道の距離には含まれていない。
- 本バイパス本線 （永平寺町松岡吉野堺・福井北I.C.南交差点）
- E8 北陸自動車道 福井北IC（永平寺町松岡吉野堺）

### 峠
- 福井県
  - 大日峠道路（新又越：勝山市 - 石川県小松市）[19] - 2018年（平成30年）9月9日に開通[10]。当初、2016年（平成28年）度完成予定であったが、土地改良に時間を要し遅れていた。
- 石川県
  - 五百峠（標高450 m、小松市）
  - 牛ヶ首峠（標高420 m、小松市）